# Humbert Furgoni
Humbert Furgoni est un dirigeant sportif français né le 17 mai 1951 à Moyeuvre-Grande en Moselle.

## Biographie
Médecin de formation, il a été président de la Fédération française de boxe. Le 19 janvier 2009, il est également devenu le 1er président de l'European Boxing Confederation, la nouvelle organisation réunissant l'European Amateur Boxing Association (responsable de la boxe amateur) et le bureau continental de l'Association Internationale de Boxe Amateur.
Dans une enquête de Arnaud Romera sur les décisions scandaleuses se multipliant dans les tournois de boxe olympique (diffusé le 14 octobre 2012 dans l'émission stade 2) Humbert Furgoni  l'ex vice-président de l'AIBA fait des révélations en caméra cachée sur le fonctionnement de fraude de l'AIBA lors des tournois de boxe olympique. Il sera ainsi destitué de son poste par l'AIBA après ces révélations confidentielles.